# Cal Figueres (Subirats)
Cal Figueres, o Can Figueras, és una obra de Subirats (Alt Penedès) inclosa a l'Inventari del Patrimoni Arquitectònic de Catalunya.

## Descripció
És una masia del segle XVII molt modificada, situada prop del nucli urbà dels Casots. És un edifici de planta rectangular, format per planta baixa i pis, amb una coberta a dues aigües de teula àrab. El portal d'accés és d'arc de mig punt adovellat. Al pis principal s'obren dos balcons. És interessant l'interior, amb volta escarcera i arcs torals.

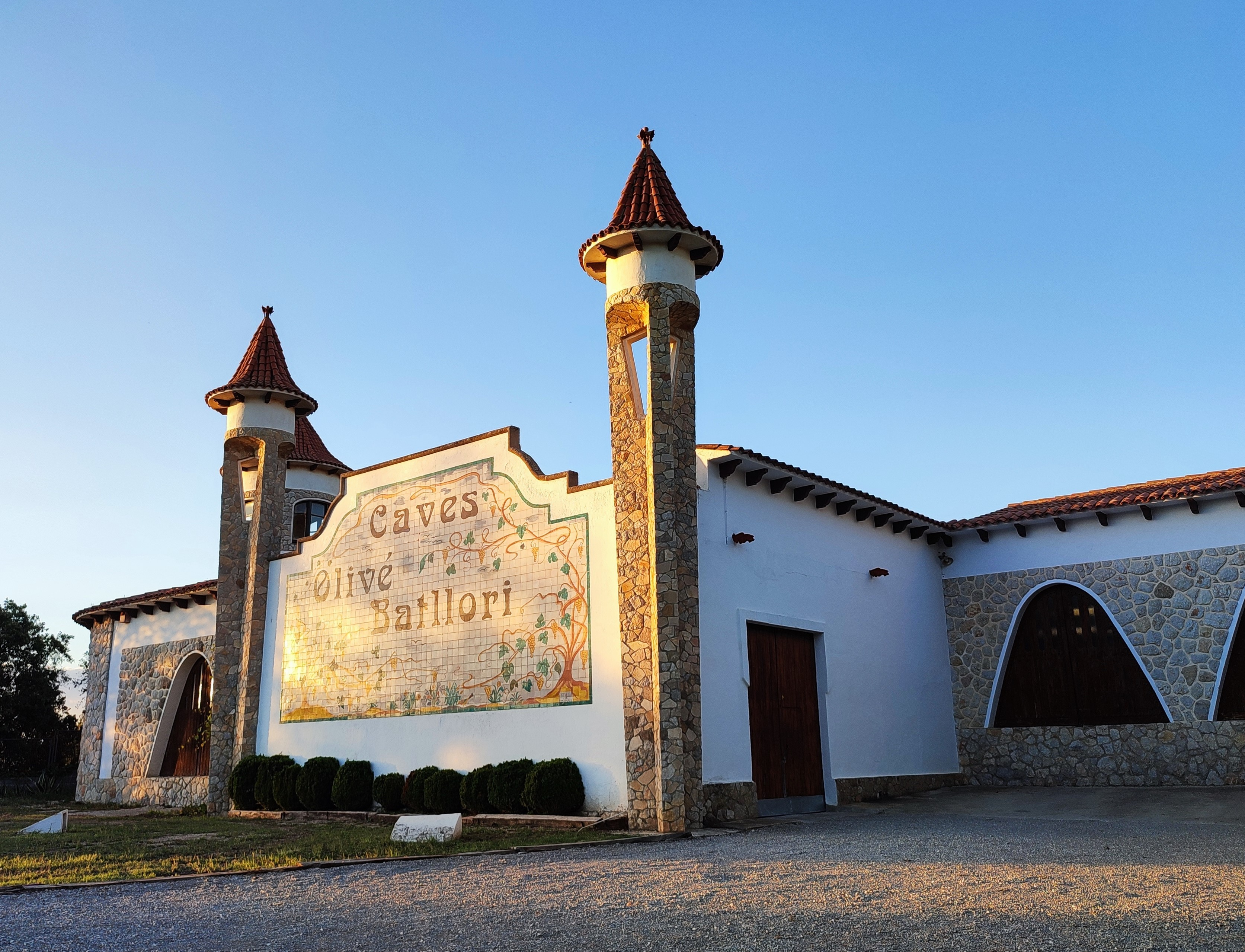
Edifici adossat a la masia

Té adossat un edifici de nova planta d'estil molt peculiar, on hi ha les caves Oliver Batllori.